# United States v. Dann
United States v. Dann (engl., dt.: Die Vereinigten Staaten gegen Dann) war ein Gerichtsprozess, in dem die Dann-Schwestern, zwei indianische Führerinnen, die US-amerikanische Bundesregierung wegen der Rechte an ihrem Stammesland verklagten. Der Fall wurde bis zur letzten Instanz, dem Obersten Gerichtshof der Vereinigten Staaten, verhandelt.

## Die Dann-Schwestern
Die Dann-Schwester (engl.: The Dann Sisters), Mary Dann (1923–2005) und Carrie Dann (geboren c. 1932) waren Älteste der Westlichen Shoshone sowie geistige Führerinnen, Rancherinnen und Aktivistinnen für Kultur-, Geistige und Landrechte.
1993 erhielten die Schwestern den Right Livelihood Award. Ihre Aktivitäten waren Thema mehrerer Dokumentarfilme.

## Geschichte
1863, während des American Civil War, ging die US-Regierung einen Friedensvertrag (Treaty of Ruby Valley) mit den Westlichen Shoshone ein, der US-Bürgern sicheren Durchzug durch das Territorium gewährte, den Pony-Express und anderweitigen Zugang schützte und die Erlaubnis beinhaltete, Gold zu suchen und Eisenbahnlinien zu errichten. Die USA benötigten das Gold, um den Krieg gegen die Konföderation zu führen. Der Vertrag erstreckte sich auf das Territorium der Shoshone, das dort mit dem größten Teil des heutigen Bundesstaates Nevada und vier weiteren US-Bundesstaaten definiert ist, sowie auf die Rechte an Bodenschätzen. Er sichert den Shoshone zu, dass sie ihr Land niemals abgeben müssen. Die Regierung versprach, zwanzig Jahre lang jährlich $5.000 in Geld- oder Sachleistungen zu zahlen. Bezahlt wurde jedoch nur die erste Rate.
In den folgenden Jahrzehnten eigneten sich die Vereinigten Staaten große Teile des Shoshone-Lands an, vor allem durch Erlasse des Kongress. Heute wird der größte Teil des Gebiets von Bundesagenturen verwaltet, die für Ressourcenmanagement zuständig sind, wie zum Beispiel das Bureau of Land Management (BLM) im Department of Interior und das United States Department of Energy (DOE). Das letztere hat auf dem Gebiet Atomtests, insbesondere 100 oberirdische Test, durchgeführt, „mehr als an irgendeinem anderen Ort der Welt“.
Schon vor Jahrzehnten klagten die Shoshone, um ihr Land zurückzufordern. 1962 entschied der Indian Claims Court (1978 aufgelöst), dass die Shoshone ihr Land aufgrund von Aktivitäten privater Siedler verloren hätten und daher keinen Anspruch gegenüber der Bundesregierung hätten. Nach einer Neuaufnahme des Prozesses gestand 1979 die Indian Claims Commission den Shoshone eine Entschädigung von $26 Mio. zu. Der Oberste Gerichtshof entschied, dass die Landansprüche damit abgegolten seien. Die Shoshone weigerten sich jedoch, das Geld mit den Zinsen anzunehmen.
Der Stamm stimmte mit einer Mehrheit von 80 % dafür, dass die Bundesregierung den Vertrag von 1863 respektieren solle.
Seit 1973 führten die Dann-Sisters einen Zivilprozess. Sie betrieben Landwirtschaft, wobei sie sich weigerten, Grundsteuern (Grazing fees) an das Bureau of Land Management zu zahlen. Sie beschuldigten die Vereinigten Staaten, sich das Land illegal angeeignet zu haben und den Vertrag zu missachten.
1982 riefen Stammesmitglieder das Western Shoshone National Council als Regierungsorganisation ins Leben; sie wählten Raymond Yowell zum Häuptling. Im Gegensatz zu den Regierungen der Duckwater Indian Reservation und der Yomba Indian Reservations, die durch den Indian Reorganization Act (IRA) staatlich anerkannt sind, drängten sie darauf, das angebotene Geld (1998: $100 Mio.) nicht anzunehmen.
1998 erließ das Bureau of Land Management Strafbescheide gegen die Dann-Sisters und gegen Raymond Yowell, in denen diese aufgefordert wurden, hunderte Rinder und Pferde von den staatlichen Ländereien im Eureka County, Nevada zu entfernen. Die Dann-Sisters klagten mit einem Eilantrag bei den Vereinten Nationen (Committee on the Elimination of Racial Discrimination) dagegen und überzeugten die UN von ihrer Rechtsauffassung. Die UN wiesen daraufhin die US-Regierung an, alle Handlungen gegen die Western Shoshone einzustellen, was jedoch großenteils ignoriert wurde.
Am 1. April 2007 wurde Carrie Dann zusammen mit 38 anderen Aktivisten an der Nevada Test Site wegen unerlaubten Betretens während einer Nevada Desert Experience Demonstration festgenommen.
Im November 2008 strengte Dann zusammen mit Mitarbeitern des Western Shoshone Defense Project und vier weiteren Interessengruppen einen Prozess vor einem Bundesgericht gegen die amerikanisch-kanadische Barrick Gold an, um das Cortez Hills Expansion Project am Mount Tenabo zu stoppen, einem Gebiet, das die Western Shoshone als Heiliges Land betrachten. Neben den spirituellen Bedenken waren dafür vor allem auch Bedenken wegen Umweltverschmutzung Auslöser.

## Dokumentarfilme
- Newe Segobia is Not for Sale[9] wurde 1993 von Jesse Drew produziert. Der Film dokumentierte die Auseinandersetzungen zwischen den Beamten des Federal Bureau of Land Management und den Dann-Sisters.
- American Outrage (2008) ist ein Dokumentarfilm über die Dann-Sisters und ihre jahrzehntelangen Auseinandersetzungen mit der US-Regierung über Weidegebiete[10] und dokumentiert auch die Gerichtsverhandlungen vor dem US Supreme Court und vor den United Nations.[11]